# Henrik Cervin
Henrik Hjalmar Cervin, född 3 april 1934 i Årstads församling, Hallands län, död 21 oktober 2018 i Karl Johans distrikt i Göteborg, var en svensk organist och tonsättare. Han var sonson till Reinhold Cervin och brorson till Andreas Cervin.
Cervin utbildade sig vid Kungliga Musikhögskolan till kyrkomusiker och musiklärare. Han studerade för Alf Linder, för Flor Peeters i Mechelen och för Marie-Claire Alain i Paris. Cervin var organist i Kungsbacka församling och Falkenbergs församling och 1979–2000 domkyrkoorganist i Göteborgs domkyrka. (Han efterträddes av Bengt Nilsson.) Cervin undervisade i orgelspel vid Musikhögskolan i Göteborg och har genomfört många orgelkonserter på olika håll i Sverige och i flera europeiska länder. På 2000-talet har han även hållit föredrag över ämnet "Vad säger Bibeln om musiken?"
Musik som har skrivits för Cervin är bland annat Descent - Ascent för kyrkorgel av Mattias Sköld (2005), och Cecilia Franke har komponerat ett större beställningsverk för Cervin.